# 楚布曲

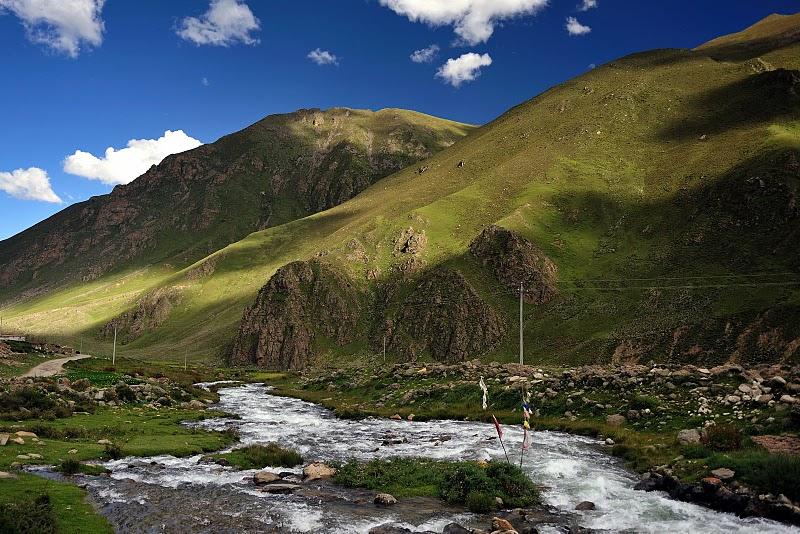
楚布寺附近河段

楚布曲也作赛曲，位于中华人民共和国西藏自治区拉萨市堆龙德庆区境内，是堆龙曲右岸支流，发源于古荣镇西南扎嘎拉东侧，向北流至楚布寺西南转东流，经过那嘎村、古荣村等地后汇入堆龙曲。河流全长41千米，流域面积618平方千米，年均径流量1.55亿立方米。楚布曲流域内植被稀疏，以高寒灌丛草甸生态系统为主。上游北岸的楚布寺是藏传佛教噶玛噶举派的主寺，是历代噶玛巴的驻锡地，为西藏自治区文物保护单位。